# Herb powiatu radomskiego
Herb powiatu radomskiego – jeden z symboli powiatu radomskiego, autorstwa Piotra Dymmela, ustanowiony 29 maja 2000.

## Wygląd i symbolika
Herb przedstawia na tarczy dzielonej w słup w polu lewym błękitnym ułożone w słup, wierszami na zmianę po 3 i 2 jedenaście sześcioramiennych gwiazd w kolorze złotym, które symbolizują gminy powiatu i symbolikę województwa sandomierskiego oraz majuskułę R – inicjał Radomia, stolicy powiatu. Natomiast w polu lewym czerwonym umieszczono pół mazowieckiego Orła Białego – symbol przynależności wojewódzkiej powiatu.